# Jason Manuel Olazabal
Pour les articles homonymes, voir Olazábal.
Jason Manuel Olazabal (14 octobre 1973) est un acteur américain, surtout connu pour jouer Ramon Prado dans la série Dexter diffusée sur Showtime.

## Biographie
Jason Manuel Olazabal est né à Santa Maria en Californie. Sa carrière a débuté en 2001 dans New York, police judiciaire (Law & Order). Il est ensuite apparu dans The Education of Max Bickford en 2002 et Bad Boys 2 en 2003 en tant que détective Marco Vargas. Après New York, police judiciaire, il a joué dans New York, unité spéciale (Law & Order: Special Victims Unit) et New York, section criminelle (Law & Order: Criminal Intent). En 2006, il a joué dans Charmed et Inside Man : L'Homme de l'intérieur. Il est apparu dans Dr House et Numb3rs en 2007. Dans la saison 3 de Dexter, il a joué le rôle du shérif Ramon Prado dans 9 épisodes. Il a reçu conjointement une nomination pour le Screen Actors Guild Award de la meilleure distribution pour une série télévisée dramatique avec ses co-stars de Dexter. Il apparaît dans The Unit : Commando d'élite en 2009 et est devenu un personnage récurrent dans Championnes à tout prix dans le rôle d'Alex Cruz.
Il s'est marié à l'actrice Sunita Param le 6 février 2004. Jason Manuel Olazabal est également membre de la fraternité Iota Phi Theta.

## Filmographie

### Cinéma
- 2024 : Skincare de Austin Peters : Emerson

### Télévision
| Année | Film/Show                                                 | Rôle                     | Notes                                                                                                  |
| ----- | --------------------------------------------------------- | ------------------------ | --- |
| 2001  | New York, police judiciaire                               | Jeffrey Sayles           | |
| 2002  | The Education of Max Bickford                             | Eduardo                  | |
| 2003  | New York, police judiciaire                               | Jeffrey Sayles           | |
| 2003  | Bad Boys 2                                                | Dt. Marco Vargas         | |
| 2003  | New York, section criminelle                              | Detective Upmann         | |
| 2005  | New York, unité spéciale                                  | Sascha Hart              | saison 7, épisode 5                                                                                    |
| 2006  | Charmed                                                   | Java                     | |
| 2006  | Inside Man : L'Homme de l'intérieur                       | ESU Officer Hernandez    | |
| 2007  | Numb3rs                                                   | Jimmy Lopez              | |
| 2007  | Dr House                                                  | Dr. O'Reilly, a.k.a. #11 | |
| 2008  | This Is Not a Test                                        | Johnny Dorey             | |
| 2008  | Dexter                                                    | Ramon Prado              | Nominated - Screen Actors Guild Award de la meilleure distribution pour une série télévisée dramatique |
| 2009  | The Unit : Commando d'élite                               | Mateo                    | |
| 2009  | Championnes à tout prix                                   | Alex Cruz                | |
| 2011  | Person of Interest                                        | Hector Alvarez           | Saison 1, épisode 9 - "Get Carter"                                                                     |
| 2017  | I Don't Feel at Home in This World Anymore de Macon Blair | Cesar                    | |
| 2023  | NCIS : Enquêtes spéciales                                 | Todd Mercer              | Saison 20, épisode 11 - "Bridges"                                                                      |